# Todd Withers
Todd Withers (Greensboro (Carolina del Norte), 6 de mayo de 1996) es un baloncestista estadounidense que pertenece a la plantilla del Warwick Senators de la NBL1 West, una liga semiprofesional australiana. Con 2,01 metros de estatura, juega en la posición de escolta o alero.

## Trayectoria deportiva

### Universidad
Jugó cuatro temporadas con los Queens Royals de la NCAA Division II. Fue nominado para formar parte del segundo equipo de la All-South Atlantic Conference (SAC) después de promediar 10.7 puntos y 7.0 rebotes en su temporada júnior. En la temporada 2017-28, Withers promedió 13.6 puntos, ocho rebotes y 1.7 bloqueos por juego y fue nombrado primer equipo All-SAC y División II All-America por la Asociación Nacional de Entrenadores de Baloncesto.

### Profesional
Tras no ser elegido en el Draft de la NBA de 2018, disputó la liga de verano de la NBA 2019 con Detroit Pistons con el que jugó 5 partidos en los que promedió 10 puntos por encuentro. Más tarde, firmó por su equipo afiliado, el Grand Rapids Drive de la G League en el que promedió 6,9 puntos, 5,6 rebotes, 1,1 asistencias, 1,0 robos y 0,8 tapones por partido en su temporada de novato.
Tras acabar su contrato en octubre de 2019, regresó a Grand Rapids Drive para una segunda temporada y promedió 10.7 puntos, cinco rebotes y 1.1 asistencias por juego.
El 2 de julio de 2020, firma por el Fortitudo Bologna de la Lega Basket Serie A italiana, por una temporada.
El 6 de agosto de 2021, firma por el Adelaide 36ers de la National Basketball League (Australia).